# 8983 Rayakazakova
8983 Rayakazakova (1977 ED1) là một tiểu hành tinh vành đai chính được phát hiện ngày 13 tháng 3 năm 1977 bởi N. S. Chernykh ở Đài vật lý thiên văn Crimean.